# Inch'Allah
"Inch'Allah" is een lied van de Belgisch-Italiaanse zanger Adamo. In 1967 werd het uitgebracht als single.

## Achtergrond
"Inch'Allah" is geschreven door Adamo en geproduceerd door Alain Goraguer. Het woord "Inch'Allah" is de Franse vertaling van insjallah, wat in het Arabisch "als Allah het wil" betekent. Adamo schreef het als vredeslied naar aanleiding van de Zesdaagse Oorlog tussen Israël en zijn Arabische buurlanden Egypte, Jordanië en Syrië. Het werd echter gezien als een pro-Israëlisch lied en het werd in vrijwel alle Arabische landen van de radio verbannen. Onder Israëlische soldaten werd het echter een strijdlied.
"Inch'Allah" werd een grote hit. In de voorloper van de Waalse Ultratop 50 werd het een nummer 1-hit, terwijl in het Vlaamse equivalent de vierde plaats werd gehaald. Ook in Duitsland, Italië en Oostenrijk werden de hitlijsten gehaald. In Nederland piekte de single op plaats 35 in de Top 40.
In interviews vertelde Adamo dat hij bang was geworden voor zijn eigen lied. Hierdoor werden er in nieuwere versies een aantal regels van "Inch'Allah" aangepast. Zo werden de pro-Israëlische teksten in 1993 aangepast naar een tekst die aandacht besteedt aan het lijden aan beide partijen die waren betrokken in de oorlog. Deze versie was een duet met Maurane. Ook heeft hij nieuwe versies van het nummer opgenomen met Amália Rodrigues en Calogero; de laatste werd in 2008 uitgebracht op het album Le Bal Des Gens Bien. Daarnaast bestaan er Engels-, Italiaans- en anderstalige versies van het nummer. In 2004 scoorde Rob de Nijs een klein hitje met een Nederlandse vertaling van het nummer geschreven door Belinda Meuldijk, die tot plaats 99 in de Single Top 100 kwam.

## Hitnoteringen

### Nederlandse Top 40
| Hitnotering: 18-03-1967 t/m 01-04-1967 | Hitnotering: 18-03-1967 t/m 01-04-1967 | Hitnotering: 18-03-1967 t/m 01-04-1967 | Hitnotering: 18-03-1967 t/m 01-04-1967 | Hitnotering: 18-03-1967 t/m 01-04-1967 |
| Week                                   | 1                                      | 2                                      | 3                                      |                                        |
| -------------------------------------- | -------------------------------------- | -------------------------------------- | -------------------------------------- | -------------------------------------- |
| Positie                                | 37                                     | 35                                     | 39                                     | uit                                    |

### NPO Radio 2 Top 2000
| Nummer met noteringen in de NPO Radio 2 Top 2000 | '05 | '06 | '07 | '08 | '09  | '10 | '11  | '12  | '13  | '14  |
| ------------------------------------------------ | --- | --- | --- | --- | ---- | --- | ---- | ---- | ---- | ---- |
| Inch'Allah                                       | 984 | 686 | 501 | 957 | 1123 | 983 | 1171 | 1634 | 1960 | 1973 |

1. ↑  Een vetgedrukt getal geeft de hoogste notering aan.
2. ↑  2005 was het eerste jaar met een notering voor dit nummer.
3. ↑  Deze tabel is bijgewerkt tot en met de laatste editie (2024).

### Evergreen Top 1000
| Evergreen Top 1000 | Evergreen Top 1000 | Evergreen Top 1000 | Evergreen Top 1000 | Evergreen Top 1000 | Evergreen Top 1000 | Evergreen Top 1000 | Evergreen Top 1000 | Evergreen Top 1000 | Evergreen Top 1000 | Evergreen Top 1000 | Evergreen Top 1000 | Evergreen Top 1000 | Evergreen Top 1000 | Evergreen Top 1000 | Evergreen Top 1000 | Evergreen Top 1000 |
| Jaar               | 2008               | 2009               | 2010               | 2011               | 2012               | 2013               | 2014               | 2015               | 2016               | 2017               | 2018               | 2019               | 2020               | 2021               | 2022               | 2023               |
| ------------------ | ------------------ | ------------------ | ------------------ | ------------------ | ------------------ | ------------------ | ------------------ | ------------------ | ------------------ | ------------------ | ------------------ | ------------------ | ------------------ | ------------------ | ------------------ | ------------------ |
| Positie            | 56                 | 72                 | 48                 | 48                 | 50                 | -                  | 49                 | 63                 | 62                 | 57                 | 105                | 108                | 162                | 143                | 182                | 175                |